# Antonio de Arévalo
Antonio Arévalo y Porras (Martín Muñoz de la Dehesa, España, 1715-Cartagena de Indias, Nuevo Reino de Granada, 9 de abril de 1800) fue un matemático, teniente general e ingeniero militar, que desde 1742 a 1798 diseñó, dirigió y completó las obras de fortificación de Cartagena de Indias tras el ataque inglés de 1741, convirtiéndola en la ciudad más fortificada y el puerto más seguro del Imperio español en América. Sus obras de fortificación, murallas, castillos y bóvedas en conjunto son consideradas Patrimonio de la Humanidad por la Unesco. Estas mismas murallas que se hicieron como protección contra los ataques del Imperio británico al Imperio español, sirvieron luego como protección para las luchas de la independencia de Cartagena.
Entre sus obras más importantes están el castillo San Felipe de Barajas, el castillo San Fernando de Bocachica y las bóvedas de Santa Clara, entre otras de la provincia del Virreinato de la Nueva Granada. Parte de su trabajo consistió en completar las obras de fortificación de Cartagena de Indias del ingeniero italiano Bautista Antonelli que se iniciaron en 1614.

## Biografía
Antonio de Arévalo nació en el seno de una familia noble de Martín Muñoz de la Dehesa, un municipio del noroeste de la provincia de Segovia en el año 1715. A los veintiún años, ingresó como cadete en el Regimiento de Orán donde estudió matemáticas y física, en la Academia de Matemáticas y Fortificaciones, filial de la de Barcelona.
Al acabar los estudios fue a Madrid donde fue nombrado Ingeniero Extraordinario y en 1741 le destinaron a Cádiz a las órdenes de Ignacio Sala, ingeniero director de las fortificaciones de Andalucía, donde adquirió conocimientos de la construcción de fortificaciones.
En 1742 el ministro José Campillo le destinó a las obras de fortificación de Cartagena de Indias junto con otros ingenieros y militares. Al llegar a América comenzó a trabajar en las obras de fortificación y en innumerables obras diferentes como puentes, calzadas, etc.
En 1761 la Corte y el Virrey Manuel Guirior le encomendaron el mando del ejército que combatía contra los indios del Río de la Hacha y Darién resolviendo conflictos que eran muy costosos para la corona, por estas labores el Rey Carlos III, le ascendió a Ingeniero Director de los Reales Ejércitos, Plazas y Fronteras en 1775.
En 1782 fue nombrado sucesor del Gobernador de Cartagena, cargo que nunca ejerció ya que el sucesor fue Roque de Quiroga.
Continuó al frente de la Comandancia de Ingenieros de Cartagena y terminó por completo las fortificaciones, muy dañadas durante el sitio de 1741, dejando finalizadas las reparaciones de la ciudad, cuyas obras en total habían durado cerca de dos siglos. En 1791 fue nombrado Teniente General de todos los Ejércitos.
Finalmente, por su edad solicitó el retiro al Rey y fue relevado del cargo de Ingeniero Director, pero hasta el día de su muerte, el 9 de abril de 1800 con ochenta y cinco años, conservó el título de Teniente General.

## Obra arquitectónica
Antonio de Arévalo se inicia en la arquitectura en las obras de fortificación de Andalucía. En 1742, a su llegada a América, comenzó con las obras de fortificación de Cartagena de Indias: reforzó el Castillo San Felipe de Barajas de 1762 a 1798 con baterías laterales, convirtiéndolo en el castillo más poderoso de toda América del Sur. Construyó la Escollera de la Marina que servía para proteger las murallas de las olas del mar. Concluyó la Batería del Ángel San Rafael, la Batería de San Francisco Regis y la Batería de Santiago.
También construyó el Espigón de Santa Catalina, La Tenaza, como también la Baterías de Más, la Batería de Crespo y el Hornabeque de Palo Alto, que hoy no existen. Realizó la Escollera de Bocagrande, impresionante dique submarino destinado a impedir el paso de navíos a la bahía de Cartagena. En octubre de 1791 fue comisionado por el virrey para que preparara un proyecto que dejara abierto permanentemente el Canal del Dique, que enlazaba Cartagena con el río Magdalena, presentando en 1794 un plan muy detallado de restauración del mismo.
La última obra de Arévalo fue la construcción de las Bóvedas de Santa Clara, formadas por 47 arcos y 23 bóvedas a prueba de bombas ubicadas entre el Baluarte de Santa Catalina y el de Santa Clara, obra que culminaría el cierre sistemático de la ciudad amurallada, esta también fue la última edificación militar levantada por España en Cartagena de Indias, ya que en 1811 la ciudad declararía su independencia de la corona española.

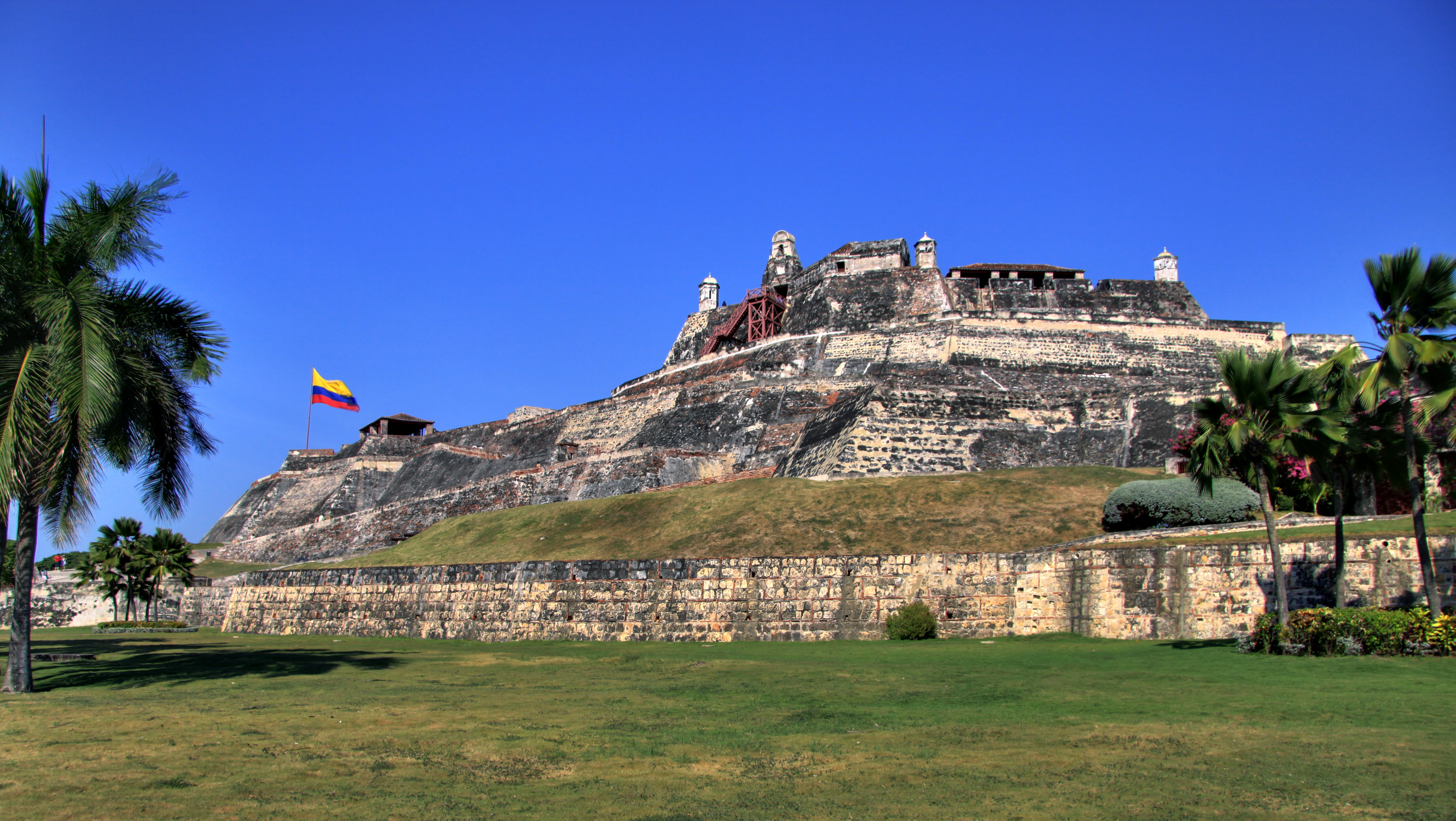
Castillo San Felipe de Barajas de Cartagena de Indias.
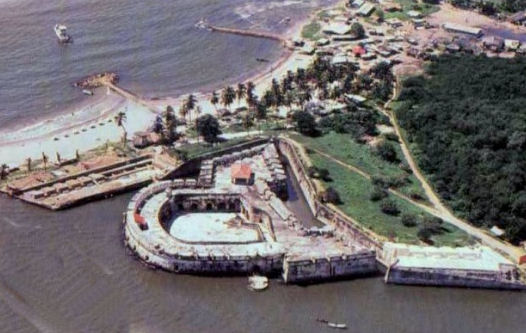
Castillo San Fernando de Bocachica de Cartagena de Indias.
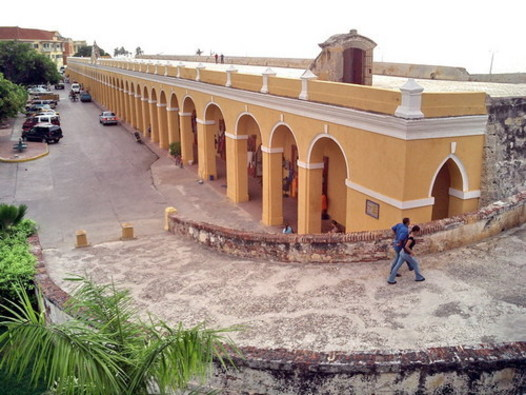
Bóvedas de Santa Clara de Cartagena de Indias.

## Genealogía y familia
Gracias a la información genealógica que se conserva en actas de nacimientos, matrimonios y fallecimientos en los libros eclesiásticos de la ciudad, tanto suyos como de la familia del otrora sabio y célebre ingeniero Arévalo, desde su llegada en 1742 a la ciudad y su posterior muerte en 1800, se puede confirmar que su familia fue una parte fundamental de la sociedad de Cartagena de Indias. Muestras de ello, se encuentran en su acta de matrimonio y fallecimiento, así como sus restos que reposan en la catedral de la ciudad amurallada. Seguramente hoy en día descendientes del ingeniero Arévalo, aún viven en Colombia (de hecho, así es, y no son pocos). Lamentablemente para los suyos, tras la independencia de Cartagena la familia Arévalo, fiel a la Corona de España perdió la importancia y los cargos que ejercían en el Virreinato de la Nueva Granada, teniendo que refugiarse algunos de ellos en el exilio.
Antonio de Arévalo, se casó con María Teresa de Vera y Gaviria en Cartagena de Indias, la cual era hija de Diego Domingo de Vera y González (nacido en la ciudad de Cuenca, España) y de Manuela Josefa Gaviria (Nacida en Cartagena de Indias, Colombia).
De este matrimonio nacieron:
- Juana Paula de Arévalo y Vera, nacida en Cartagena de Indias, Colombia. Casada con Don Pedro Tomás de Villanueva y Berrueco Samaniego (Cartagena de Indias, Colombia), hijo de José de Villanueva y Bustillo (de Gordejuela, Vizcaya, España) y Toribia Berrueco Samaniego (de Mompox, Bolívar, Colombia), los cuales tuvieron 11 hijos. El menor de ellos, nacido en Cartagena de Indias, es José Villanueva y Arévalo, quien ocupó varios cargos de importancia en la Corona Española y fuera entre otros: Oidor, ministro de la Corona y alcalde de una provincia en las Filipinas.

- Manuela de Arévalo y de Vera, nacida en Cartagena de Indias, Colombia. Casada con Domingo de Cearra (de Vizcaya, España). Uno de los hijos de esta unión, aparentemente es Juan Antonio de Cearra y Arévalo, quien fuera el gobernador de la Ciudad de Chinchilla de Monte-Aragón, quien fuera célebre por la defensa del castillo ante el ataque francés liderado por Augustin Darricau durante la Guerra de la Independencia. Del segundo matrimonio de Manuela, con Ciriaco Galluzo, nace Antonio Galluzo de Arévalo quien como su abuelo hace carrera militar hasta llegar al grado de teniente coronel y se vuelve protagonista en la Batalla de Boyacá en donde ostentaba el cargo de comandante de las fuerzas granadinas y por tanto segundo al mando en la batalla junto con los ejércitos del Rey, quienes al final pierden el combate y son capturados para ser posteriormente fusilados sin juicio previo ni consentimiento de Simón Bolívar en Santafé de Bogotá el 11 de octubre de 1819 por orden del general independentista Francisco de Paula Santander.